# George Montagu (9e comte de Sandwich)
George Charles Montagu, 9e comte de Sandwich (29 décembre 1874 - 15 juin 1962), connu sous le nom de George Montagu jusqu'en 1916, est un homme politique conservateur britannique.

## Biographie
Il est le fils du contre-amiral Victor Alexander Montagu, deuxième fils de John Montagu (7e comte de Sandwich). Sa mère est Agneta Harriet, fille de Charles Yorke (4e comte de Hardwicke). Il est secrétaire privé adjoint du Board of Trade de 1898 à 1900. Cette année-là, il est élu au Parlement pour Huntingdon, siège qu'il occupe jusqu'en 1906. En 1916, il succède à son oncle dans le comté et entre à la Chambre des lords. Il sert ensuite comme Lord Lieutenant du Huntingdonshire entre 1922 et 1946.

## Mariage et famille
Lord Sandwich épouse Alberta, fille de William Sturges, de New York, en 1905. Le couple a quatre enfants:
- Victor Montagu (22 mai 1906 - 25 février 1995); 10e comte de Sandwich avant de renoncer au titre deux ans plus tard. Il est remplacé par son fils John Montagu (11e comte de Sandwich).
- William Drogo Sturges Montagu (29 mai 1908-26 janvier 1940)
- Mary Faith Montagu (1er novembre 1911 - 16 février 1983)
- Elizabeth Montagu (4 juillet 1917 - 10 janvier 2006)

Il meurt en juin 1962, à l'âge de 87 ans, et est remplacé dans le comté par son fils aîné, Victor, qui est également un homme politique conservateur.